# Zehneria keayana
Zehneria keayana är en gurkväxtart som beskrevs av R. och A. Fernandes. Zehneria keayana ingår i släktet Zehneria och familjen gurkväxter. Inga underarter finns listade i Catalogue of Life.